# Windmühle (Františkův Vrch)

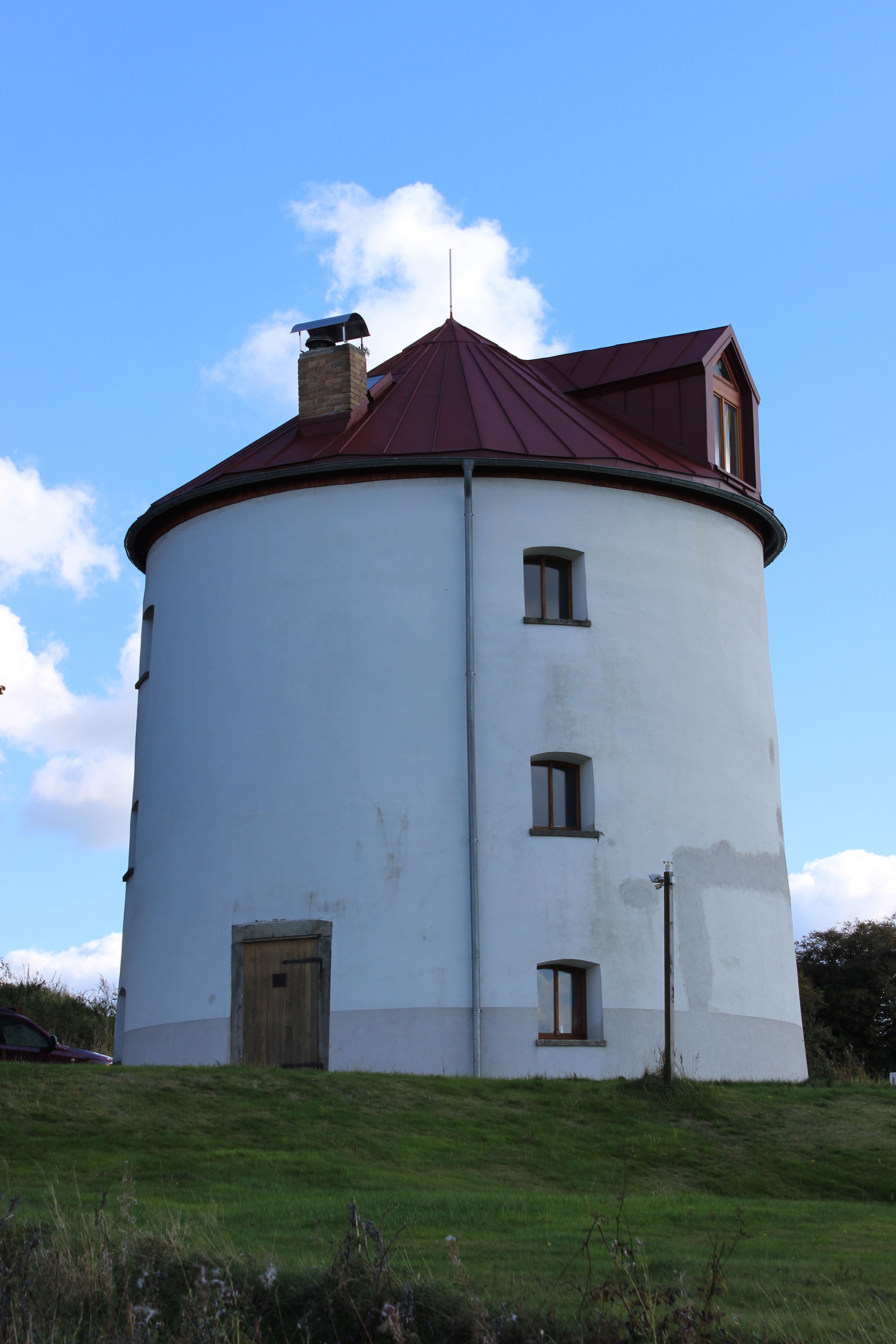
Windmühle in Huntířov

Die Windmühle in Františkův Vrch (deutsch Franzberg), einem Ortsteil der tschechischen Gemeinde Huntířov (deutsch Güntersdorf) im Okres Děčín in der Region Ústecký kraj, wurde 1897 erstmals erwähnt. Die Windmühle nördlich des Ortes ist ein geschütztes Kulturdenkmal.
In den 1970er Jahren wurde das Mühlengebäude deutlich zurückgebaut, es bekam ein Satteldach und wurde zum Lagern von Heu genutzt. 
Die ehemalige Holländerwindmühle wurde 2000/01 rekonstruiert und zu einem Wohnhaus umgebaut.